# Janusz Drob
Janusz Andrzej Drob (ur. 12 lutego 1952 w Cycowie, zm. 3 lutego 2011 w Lubartowie) – polski historyk, profesor KUL.

## Życiorys
Syn Jana i Klementyny. Absolwent IV LO w Lublinie. Studiował historię na Wydziale Nauk Humanistycznych Katolickiego Uniwersytetu Lubelskiego. Ukończył je 1976 roku, od 1979 roku pracował na stałe w Katolickim Uniwersytecie Lubelskim. Doktorat obronił w 1985, stopień doktora habilitowanego uzyskał w 1993. W latach 1995–1999 dyrektor Instytutu Historii KUL. W 1999 roku został wybrany na dziekana Wydziału Nauk Humanistycznych KUL. Funkcję tę pełnił do 2008 r. Członek Lubelskiego Towarzystwa Naukowego, Towarzystwa Naukowego KUL oraz Oddziału Lubelskiego PAN. W latach siedemdziesiątych związany ze środowiskiem lubelskich „Spotkań” oraz z pismem „Miesiące”. W latach osiemdziesiątych włączył się w działalność opozycyjną: był członkiem „Solidarności”. Jego zainteresowania naukowe to historia kultury nowożytnej. Zajmował się obiegiem informacji w Europie XVI–XVIII wieku. Od 2003 roku był kierownikiem Katedry Historii XVI–XVIII wieku. Był też rektorem Wyższej Szkoły Biznesu im. bp. Jana Chrapka w Radomiu.
Odznaczony pośmiertnie Krzyżem Kawalerskim Orderu Odrodzenia Polski (2011). W 2022 pośmiertnie odznaczony Krzyżem Wolności i Solidarności.

## Wybrane publikacje
- Model człowieka wieku XVII w kazaniach Berarda Gutowskiego, „Roczniki Humanistyczne" 29 (1981), z. 2, s. 75–140.
- Obieg informacji w Europie w połowie XVII wieku w świetle drukowanych i rękopiśmiennych gazet w zbiorach watykańskich, Lublin 1993.
- Trzy zegary. Obraz czasu i przestrzeni w polskich kazaniach barokowych, Lublin 1998.